# Wędzina
Wędzina est une localité polonaise de la gmina de Ciasna, située dans le powiat de Lubliniec en voïvodie de Silésie.